# Odontamblyopus
Odontamblyopus es un género de peces de la familia Gobiidae y de la orden de los Perciformes. Tienen cuerpos alargados y delgados. Se encuentra en Asia, desde el Pakistán hasta Japón.

## Especies
- Odontamblyopus lacepedii
- Odontamblyopus rebecca
- Odontamblyopus roseus
- Odontamblyopus rubicundus
- Odontamblyopus tenuis

- Datos: Q750295
- Multimedia: Odontamblyopus / Q750295
- Especies: Odontamblyopus